# Тихий, Владимир Павлович
Владимир Павлович Тихий (род. 14 октября 1939, Ирмино, Ворошиловградская область, Украинская ССР, СССР) — советский и украинский учёный-правовед, доктор юридических наук (1988), профессор (1990), академик НАПрН Украины (с 2004), судья Конституционного Суда Украины (1996—2004), специалист в области уголовного права.

## Биография
В 1963 году окончил Харьковский юридический институт.
Работал следователем в органах прокуратуры в Луганской и Днепропетровской областях. Учился в аспирантуре Харьковского юридического института.
В 1971—1996 годах работал в Харьковском юридическом институте (затем — Национальной юридической академии Украины имени Ярослава Мудрого): старший преподаватель, доцент, старший научный сотрудник, профессор кафедры уголовного права, В 1974—1983 годах — декан дневного факультета, в 1987-1996-м — декан заочного факультета, в 1996-м — проректор по учебной работе.
В 1996—2004 годах — судья Конституционного Суда Украины.
С 2005 г. — руководитель Киевской научной лаборатории исследования проблем преступности против прав и свобод человека и гражданина Института изучения проблем преступности Академии правовых наук Украины.
С 2009 года по март 2018 года возглавлял Киевский региональный центр Национальной академии правовых наук Украины. С 18 марта 2018 года — советник президиума Национальной академии правовых наук Украины.

## Научная деятельность
В 1972 году в Харьковском юридическом институте защитил диссертацию на соискание учёной степени кандидата юридических наук на тему «Ответственность за хищение огнестрельного оружия, боевых припасов и взрывчатых веществ по советскому уголовному праву» (специальность 12.00.08).
В 1987 году в Харьковском юридическом институте им. Ф. Э. Дзержинского защитил диссертацию на соискание учёной степени доктора юридических наук на тему «Проблемы уголовно-правовой охраны общественной безопасности (понятие и система преступлений, совершенствование законодательства)» (специальность 12.00.08). Получил учёное звание профессора в 1990 году. В 1993-м избран членом-корреспондентом, а в 2004-м — действительным членом (академиком) Академии правовых наук Украины.
Опубликовано более 230 его научных трудов, среди них:
- «Відповідальність за незакінчений злочин», 1996,
- «Стадії вчинення злочину», 1996,
- «Злочини проти суспільної (загальної) безпеки», 1996,
- «Концепція і практика офіційного тлумачення Конституції та законів України», 1999,
- «Підстава кримінальної відповідальності за новим Кримінальним кодексом України», 2002,
- «Теоретичні засади Конституції України та їх методологічне значення для правових досліджень», 2003,
- «Злочин, його види та стадії», 2007,
- «Відповідальність за злочини проти громадської безпеки», 2007,
- «Кримінальна відповідальність за порушення виборчих і референдних прав», 2008.

Является соавтором четырёх учебников по уголовному праву Украины и трех комментариев УК Украины. Участвовал в разработке проекта уголовного кодекса Украины.

## Награды
- Заслуженный работник образования Украины, 1991
- орден «За заслуги» II степени, 2012
- орден «За заслуги» III степени, 2000
- Заслуженный юрист Украины, 2003
- Почетный работник Прокуратуры Украины, 2001,
- Премия имени Ярослава Мудрого, 2002, 2009
- Грамота Верховной Рады Украины, 2003
- Почетная грамота Верховной Рады Украины, 2004
- Почетная грамота Кабинета Министров Украины, 2006
- Государственная премия в области науки и техники Украины, 2006